# Ljubomir Fejsa
Ljubomir Fejsa (serbisch-kyrillisch Љубомир Фејса, * 14. August 1988 in Vrbas, SFR Jugoslawien, heute Serbien) ist ein serbischer Fußballspieler. Er spielt im defensiven Mittelfeld für den heimischen Klub FK Partizan Belgrad.

## Karriere

### Verein
Ljubormir Fejsa begann seine Karriere in der Jugendmannschaft vom FK Hajduk Kula und stieg rasch in die A-Mannschaft auf. Im Juli 2008 wechselte er für eine Transfersumme von 1,2 Millionen Euro zum serbischen Spitzenklub FK Partizan Belgrad. Im Sommer 2011 wechselte er zum griechischen Rekordmeister Olympiakos Piräus. Er kam zu zwanzig Ligaeinsätzen. In der Saison 2013/14 sicherte sich Benfica Lissabon die Dienste des serbischen Mittelfeldakteurs. Nach einer Leihe Ende Januar 2020 für den Rest der Spielzeit 2019/20 zu Deportivo Alavés, verließ er Benfica schließlich und wechselte nach Saudi-Arabien, um dort für al-Ahli zu spielen. Hier war er bis zum September 2021 aktiv und nach kurzer Vereinslosigkeit steht er wieder beim FK Partizan Belgrad unter Vertrag.

### Nationalmannschaft
Fejsa spielte für die U-21-Nationalmannschaft Serbiens und nahm an den Olympischen Spielen 2008 teil. Sein Debüt für die serbische A-Nationalmannschaft gab er am 24. November 2007, als er im Qualifikationsspiel zur Fußball-Europameisterschaft 2008 gegen Kasachstan, in der 70. Minute für Nikola Žigić eingewechselt wurde.

## Erfolge
- Portugiesischer Meister: 2014, 2015, 2016, 2017, 2019
- Portugiesischer Pokalsieger: 2014, 2017
- Portugiesischer Ligapokalsieger: 2015, 2016
- Portugiesischer Superpokal: 2015, 2016, 2017
- Griechischer Meister: 2012, 2013, 2014
- Griechischer Pokalsieger: 2012, 2013
- Serbischer Meister: 2009, 2010, 2011
- Serbischer Pokalsieger: 2009, 2011